# بايرون فوس
بايرون فوس (بالإنجليزية: Byron Foss)‏ هو لاعب كرة قدم أمريكي، ولد في 6 أكتوبر 1979. لعب مع كولورادو رابيدز.

## وصلات خارجية
- بايرون فوس على موقع الدوري الأمريكي (الإنجليزية)
- بايرون فوس على موقع إي إس بي إن إف سي (الإنجليزية)
- بايرون فوس على موقع قاعدة بيانات كرة القدم.إي يو (الإنجليزية)